# Kendall Cross
Pour les articles homonymes, voir Cross.
Kendall Cross est un lutteur américain spécialiste de la lutte libre né le 24 février 1968 à Hardin (Montana).

## Biographie
Lors des Jeux olympiques d'été de 1996, il remporte le titre olympique en combattant dans la catégorie des -57 kg.